# Комарова (Пишминський міський округ)
Комаро́ва (рос. Комарова) — присілок у складі Пишминського міського округу Свердловської області.
Населення — 259 осіб (2010, 248 у 2002).
Національний склад станом на 2002 рік: росіяни — 98 %.